# یواس‌اس میستری (اس‌پی-۱۶)
یواس‌اس میستری (اس‌پی-۱۶) (به انگلیسی: USS Mystery (SP-16)) یک کشتی است که طول آن ۵۸ فوت ۱٫۵ اینچ (۱۷٫۷۱۷ متر) می‌باشد. این کشتی در سال ۱۹۱۶ ساخته شد.